# Edward L. Bernays
Edward Louis Bernays (22. listopadu 1891 – 9. dubna 1995) byl americký zakladatel moderních public relations.

## Život
Narodil se ve Vídni v židovské rodině jako synovec psychiatra Sigmunda Freuda, ale již po roce se jeho rodiče přestěhovali do Ameriky, kde Edward vyrůstal. Jeho první prací byl post redaktora pro Medical Review of Reviews. Během první světové války působil v Creelově komisi pro informování veřejnosti, což byl propagandistický orgán americké vlády. Krátce poté, když mu strýc Sigmund Freud z Evropy poslal materiály pro svou novou knihu (v níž se stavěl skepticky k podstatě lidské civilizovanosti a kterou uzavřel tím, že člověk je de facto smýkán svým libidem a nízkými pudy, jeho status ve společnosti určuje jen to, nakolik jim dokáže odolávat), pojmul Edward myšlenku, že je potřeba zastoupit úlohu subjektu, který „lidem řekne, co chtějí“, přičemž tímto subjektem by pak měl podle daného modelu být buďto stát, nebo trh. Tuto myšlenku začal rozvíjet, dal jí jméno (vztahy s veřejností, public relations, PR), později pro ni založil ústav, založil na ní celou svoji kariéru a stal se pionýrem v této oblasti (resp. v její novodobé podobě).

## Některé z Bernaysových zakázek
- Jeden z prvních účinků, které Bernays na americkou společnost 20. let 20. století měl, byla změna zažité představy, že zboží se kupuje pouze pro účel, ke kterému je určeno, a pouze tehdy, kdy je potřeba (kdy předchozí např. pračka doslouží, košile se obnosí, automobil zreziví a je už neekonomické jej opravovat). Bernaysovi je připisována změna pohledu na nakupování z „toho, co si člověk potřebuje koupit“ na „to, co si člověk chce koupit“. Angažoval některé tehdejší celebrity, které šířily myšlenku, že koupením a používáním například různých šatů a oděvů mohou lidé lépe vyjádřit, jak se cítí, a lépe to dát svému okolí najevo. Adam Curtis ve svém dokumentu Century of the Self tuto změnu konce 20. let popisuje jako přerod amerického občana na amerického konzumenta a dodává, že trvá dodnes.

- V roce 1929 získal Bernays zakázku od tabákových firem na změnu veřejného mínění ohledně kouření žen na veřejnosti (které do té doby bylo považováno za nevhodné). Bernays tento úkol vyřešil spojením možnosti kouření cigaret ženami na veřejnosti s představou (image) samostatné, cílevědomé ženy, bojovnice za svá práva. Do slavnostního průvodu na den nezávislosti v New Yorku najal několik feministek, které si ve smluvený okamžik cigarety zapálily, a před zraky médií (která se na tuto událost „chytila“ a věnovala se jí v několika novinových článcích) pak feministky o zapálené cigaretě referovaly jako o „pochodni svobody“ (torch of freedom), což v daném okamžiku vyvolalo přirozenou spojitost se (zapálenou) pochodní newyorské sochy Svobody i okolností oslav dne nezávislosti (a tedy i svobody). Kouření žen v Americe se od dnů následujících po této události stalo módou, poptávka se zvedla o desítky procent, a tabákové firmy tak získaly cílovou skupinu žen (dříve konvencemi zapovězenou).

- V roce 1933 pomohl prezidentu Franklinu D. Rooseveltovi s veřejným vnímáním jeho rozsáhlého programu New Deal.

## Kariéra
Během své dlouholeté kariéry poskytoval Bernays rady politikům (včetně prezidenta Hoovera), hercům a velkým korporacím o tom, jak změnit, ovlivnit nebo využít veřejné mínění ve svůj prospěch. Postupně získal obrovské jmění (část svých peněz neváhal použít na pomoc Freudovi, jehož o majetek připravila hyperinflace v tehdejší Výmarské republice), dále společenskou prestiž a jedinečné renomé (byť jen v odborných kruzích – široce a mediálně známý nebyl). Zažil ale i doby, kdy jeho reputace utržila šrámy – tím bylo období Velké hospodářské krize. Jeho spolupracovníci a známí Bernayse popisovali jako člověka s nevýrazným vyjadřováním a skeptickým pohledem na společnost, který se nicméně v průběhu let stal mistrem odhadu na to, co společnost chce nebo jak se v té či oné situaci zachová.
Bernays se oficiálně odebral do penze v roce 1962, ale na poli PR působil dál. Zasazoval se o státní udělování licencí public relations poradcům, jeho návrh zákona o registraci a licencování public relations byl v roce 1992 zamítnut.

## Dílo
Ve svých četných dílech popsal základní teoretické předpoklady úspěšné práce v PR, vytyčil pole působení a definoval etická pravidla. V roce 1923 přednášel v New Yorku na prvních kurzech public relations, které kdy univerzita nabízela. Ve stejném roce napsal knihu Crystallizing Public Opinion, o pět let později vydal druhou knihu s názvem Propaganda.
Je mu připisováno autorství změny paradigmatu „prodávání nikoli zboží, ale životního stylu,“ které se dá vysledovat až do 2. poloviny 20. let.
Stal se též expertem na propagandu:
| „                | Vědomá a organizovaná manipulace organizovaných zvyků a názorů mas je důležitým prvkem v demokratické společnosti. Ti, kteří manipulují tento neviditelný mechanismus společnosti, tak vytvářejí neviditelnou vládu, jež je skutečnou mocí v naší zemi. | “ |
| — Edward Bernays | |   |

### Audiovizuální dokumenty
- Centrury of the Self, BBC, 4 × 59 minut, režie Adam Curtis